# Richard Hygons
Richard Hygons (c. 1435 - c. 1509) fue un compositor inglés del Renacimiento temprano. Aunque sólo dos composiciones de este compositor de finales del siglo XV han sobrevivido, una de ellas, una musicalización a cinco voces de la antífona mariana Salve Regina, ha despertado el interés de los musicólogos debido a su estrecha relación con la música que se componía en el continente por la misma época y, también, por su alto nivel de destreza artística.

## Vida
La vida de Hygons parece haber dedicado toda su carrera en la Catedral de Wells; en todo caso, no sobrevivirá a los registros que indican sus actividades en otros lugares. Es mencionado por primera vez en 1458 como vicario de Coro, y en 1460 fue ordenado como un acólito. Entre 1461 y 1462 fue uno de los cinco organistas de la catedral que trabajan. 
Un documento de fecha 7 de diciembre de 1479 da más detalle que ninguna otra acerca de sus funciones: se le dio una casa al uso, sin pago de alquiler, cerca de la Catedral, se le dio un sueldo anual de un poco más del 96 chelines; iba a enseñar todos los aspectos de la música a los choristers, y se esperaba enseñar los órganos a cualquier persona que tuviese el talento. Su presencia necesaria en determinadas masas, las Vísperas y Maitines también se tuvieron en cuenta en detalle. 
En 1487 recibió un sustancial aumento de sueldo anual, y se convirtió en el principal organista de la catedral. En 1507 su salud fue en declive, y él nombró a un diputado (Richard Bramston) para ayudarle a realizar algunas de sus funciones. Fue aún con vida en mayo de 1508, cuando contrató a otro asistente, y murió en Wells, probablemente en 1509.